# Souvenirs de la maison jaune
Pour plus de détails, voir Fiche technique et Distribution.
Souvenirs de la maison jaune (Recordações da Casa Amarela) est un film portugais réalisé par João César Monteiro, sorti en 1989 au cinéma.

## Synopsis
João de Deus (Jean de Dieu), homme vieillissant à l’âge incertain, habite une pension délabrée du vieux Lisbonne. Il se sent malade, croit voir des punaises dans sa chambre, ce qui inquiète sa propriétaire, laquelle souhaiterait n’avoir que des locataires distingués et bien portant. João a deux passions, la musique et les femmes, il est irrésistiblement attiré par la fille de sa propriétaire, une policière qui joue de la musique classique à la clarinette. Il ne peut s’empêcher d’essayer de l’observer dans la douche ou dans sa chambre. Ses comportements déplacés le feront expulser de la pension, le contraignant à vivre dans la rue. Après s’être fait passer pour un général de l'armée, il est envoyé dans un hôpital psychiatrique, d’où il tentera de s’échapper. 

## Fiche technique
- Titre : Souvenirs de la maison jaune
- Titre original : Recordações da Casa Amarela
- Réalisation : João César Monteiro
- Scénario : João César Monteiro
- Pays d'origine : Portugal
- Format : Couleurs - Mono - 35 mm
- Genre : Comédie dramatique
- Durée : 122 minutes
- Date de sortie : 1989 au cinéma

## Distribution
- João César Monteiro : João de Deus
- Manuela de Freitas (pt) : dona Violeta
- Teresa Calado : menina Julieta
- Ruy Furtado (pt) : senhor Armando
- Duarte de Almeida : Ferdinando
- António Terrinha : le docteur
- Violeta Sarzedas : la voisine de chambre
- Madalena Lua : la servante
- João Pedro Bénard da Costa (pt) : l'employé de la laiterie
- Sabina Sacchi (voix : Inês de Medeiros) : Mimi
- Manuel Gomes : Laurindo
- Maria Ângela de Oliveira : la mère de João de Deus
- Maria da Luz Fernandes : la voisine d'à côté avec le bébé
- Vasco Sequeira : le tavernier
- José Nunes : l'employé du chenil
- João Santos : le mendiant
- Henrique Viana (en) : le sous-chef de police
- Helena Ribas : la policière
- Adamastor Duarte : Adamastor, le policier
- Luís Miguel Cintra : Livio

## Distinctions
Lion d'argent à la 46ème Mostra de Venise